# Suffragio
Il suffragio è il diritto di una determinata categoria di persone (per esempio una classe sociale) a votare in qualsiasi tipo di elezione.

## Etimologia
La parola suffragio deriva dal latino suffragium , che deriva da "sotto" + fragor (schianto, frastuono, grida di approvazione)": l'etimo relativo a frangere, cioè "rompere" (il silenzio con un gesto di sostegno), inizialmente designò la "tavoletta elettorale" o "scheda elettorale" e poi, per ulteriore estensione, il "voto" o "diritto di voto". Suffragium nel II secolo a.C. e successivamente venne a designare il "patrocinio politico, influenza, interesse o sostegno", e talvolta "acclamazione popolare" o "applauso"; indi la parola fu usata per indicare l'"intercessione" o patronaggio: col degenerare della vita pubblica e la fine della repubblica romana, il suffragium indicò prevalentemente l'acquisto di influenze o il profitto derivante dalla nomina a cariche.

## Storia
Le forme primordiali di elezioni si svolgevano a suffragio assai ristretto ed esclusivamente onorifico/censitario: chi votava era ricco o pluridecorato. Un esempio erano nella Germania medievale i sette grandi principi elettori, che dal 1536 eleggevano il re dei Romani.
In alcune zone del globo, durante il medioevo, si fece un piccolo passo in avanti: l'elezione di determinati candidati, solo in determinate circostanze, poteva essere effettuata dagli uomini, sia nobili che borghesi, solo in base al censo. Questo tipo di suffragio è detto universale maschile censitario e si può collocare nella linea del tempo attorno al periodo comunale dell'Europa, quindi nel 1200 e 1300 d.C.
La breve Repubblica di Corsica (1755-1769) fu il primo paese a concedere il suffragio universale limitato a tutti i cittadini di età superiore ai 25 anni.
La vera svolta si ebbe con la Rivoluzione francese: il suffragio era universale e maschile, per eleggere il parlamento, primo organo ad elezione diretta dell'evo moderno. I candidati erano scelti sulla base del censo, ossia della ricchezza, ma non gli elettori. Erano considerati elettori tutti i cittadini francesi. Tuttavia, i successivi avvenimenti storici dell'età napoleonica segnarono la brusca fine di questo grande passo in avanti nel diritto di voto.
Nel corso dell'Ottocento, vennero fatti molti progressi nel regolamentare l'accesso al voto, ma i votanti erano comunque pochissimi, in ragione della prevalenza del "suffragio censitario": è l'opposto del suffragio uguale, nel senso che i voti espressi dagli aventi diritto al voto non sono uguali, ma hanno un peso diverso a seconda del reddito o del rango sociale della persona (ad esempio, persone che non proprie proprietà o il cui reddito è inferiore a un determinato importo sono esclusi dal voto; o le persone con un'istruzione superiore hanno più voti di quelle con un'istruzione inferiore; gli azionisti che detengono più azioni in una determinata società hanno più voti di quelli con meno azioni). In molti paesi, il suffragio per censo limitava chi poteva votare ed essere eletto: negli Stati Uniti, fino alle riforme jacksoniane del 1830, solo gli uomini che possedevano terreni di una determinata superficie o valore monetario potevano votare o partecipare alle elezioni. Allo stesso modo, in Brasile, la Costituzione del 1824 stabiliva che, per votare, i cittadini avrebbero dovuto avere un reddito annuo di 200.000 Milreis e, per essere votati, il loro reddito annuo minimo avrebbe dovuto essere di 400.000 Milreis.
In Italia la legge elettorale con cui si votò per la prima Camera dei deputati del Regno d'Italia (legge del 20 novembre 1859) concesse il diritto di voto a circa il 2% della popolazione (solo gli uomini sopra i 25 anni di età).
La vera svolta nel suffragio si ebbe nel 1945, dopo la seconda guerra mondiale. In molti paesi europei, sconfitte le grandi dittature e impostato un governo democratico, il suffragio venne reso del tutto universale, anche per le donne, e i requisiti per votare erano la maggiore età e una piccola imposta da pagare, non più il censo e le onorificenze.
Tutt'oggi gli aventi diritto al voto sono i cittadini che hanno compiuto la maggiore età, uomini e donne, a prescindere dal censo e dalle onorificenze ricevute. Questo è detto suffragio universale.
Nel 1948 le Nazioni Unite adottarono, in tal senso, un principio della Dichiarazione universale dei diritti dell'uomo, il cui articolo 21 afferma: "(1) Ognuno ha il diritto di partecipare al governo del suo paese, direttamente o attraverso rappresentanti liberamente scelti....(3) La volontà del popolo sarà la base dell'autorità del governo; questa volontà sarà essere espresso in elezioni periodiche e effettive che si svolgeranno a suffragio universale ed eguale e si terranno a scrutinio segreto o con equivalenti procedure di voto libero”.

## Suffragio femminile
La prima Costituzione dello Stato del New Jersey, nel 1776, aveva esteso il diritto di voto alle donne proprietarie terriere non sposate e ai proprietari terrieri neri.
Tuttavia, la disposizione fu successivamente sostituita nel 1844 dalla successiva costituzione, che tornò alle restrizioni del suffragio ai soli "tutti i maschi bianchi".
Sebbene il Regno delle Hawaii abbia concesso il suffragio femminile nel 1840, il diritto è stato revocato nel 1852. Diritti di voto limitati sono stati acquisiti da alcune donne in Svezia, Gran Bretagna e alcuni stati degli Stati Uniti occidentali negli anni '60 dell'Ottocento. 
Nel 1893, la colonia britannica della Nuova Zelanda divenne la prima nazione autonoma ad estendere il diritto di voto a tutte le donne adulte. Nel 1894, le donne dell'Australia del sud ottennero il diritto sia di votare che di candidarsi al Parlamento. Il Granducato autonomo di Finlandia nell'Impero russo è stata la prima nazione a consentire a tutte le donne di votare e candidarsi al parlamento.
Il diritto di voto per le donne è stato consacrato, come obbligo internazionale degli Stati firmatari, dalla Commissione per i diritti umani delle Nazioni Unite, il cui presidente era Eleanor Roosevelt. 
L'Assemblea generale delle Nazioni Unite ha adottato la Convenzione sui diritti politici delle donne, entrata in vigore nel 1954, che sancisce l'uguaglianza dei diritti delle donne di votare, ricoprire cariche e accedere ai servizi pubblici come stabilito dalle leggi nazionali. Una delle giurisdizioni più recenti a riconoscere il pieno diritto di voto delle donne è stato il Bhutan nel 2008 (le sue prime elezioni nazionali). Più di recente, nel 2011 il re Abdullah dell'Arabia Saudita ha permesso alle donne di votare alle elezioni locali del 2015 (e da allora in poi) e di essere nominate nell'Assemblea consultiva.